# 데이나 화이트

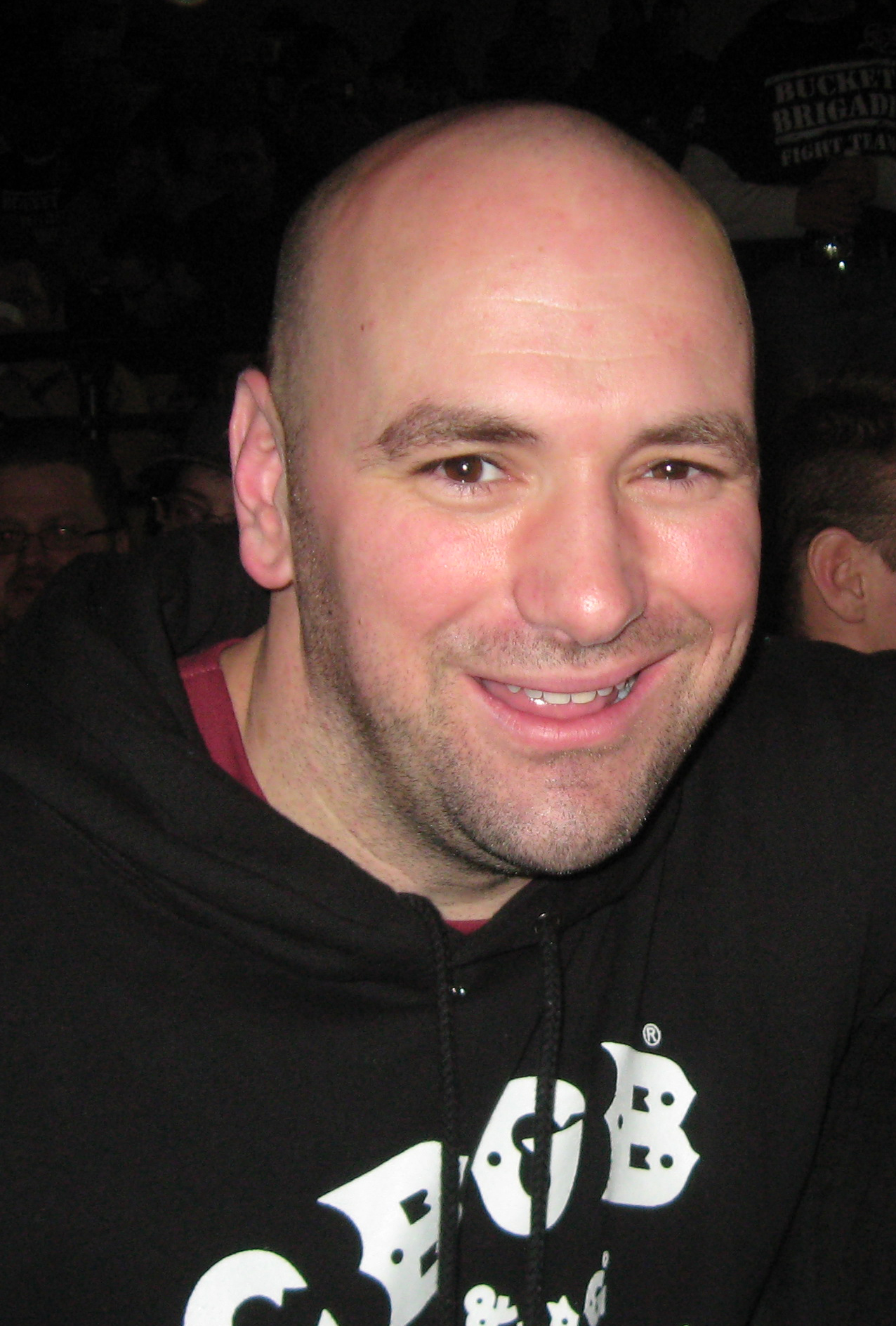
데이나 화이트

데이나 화이트(Dana White, 1969년 7월 28일 ~ )는 미국의 스포츠 프로모션 회사 주파 (Zuffa)의 대표이며, 회사가 운영하는 종합 격투기 이벤트 UFC의 대표이다.